# Feldkirch
Feldkirch (německy  ˈfɛltkɪʁç) je rakouské okresní město ve spolkové zemi Vorarlbersko. Leží v nadmořské výšce 458 m, 14 km severovýchodně od hlavního města Lichtenštejnska Vaduzu a asi 35 km jižně od Bregenze, hlavního města Vorlarlberska. Žije zde přibližně 33 tisíc obyvatel. Je druhým největším městem Vorarlberska.
Feldkirch je nejzápadnější obcí Rakouska. Je sídlem mnoha institucí. Mezi jinými je zde zemský soud, finanční ředitelství, hospodářská komora Vorarlberska, dělnická komora Vorarlberska, velká zemská nemocnice, zemská konzervatoř a zemský geodetický úřad. Od roku 1968 je město ve Feldkirchské diecézi a je sídlem biskupství. Od roku 2007 je ve Feldkirchu Vysoká škola pedagogická Vorarlberska.

## Historie

### Starověk a středověk
Několik kilometrů severně od dnešního správního území města je sídliště z dob římských ecclesia sancti Petri ad Campos, kostel svatého Petra v poli (v dnešním Rankweilu). V 9. století vznikl další kostel v poli, zasvěcený svaté Petronile (dnes kaple svaté Petronily a Martina). Název „Feldkirichun“ v „Rätischen Reichsurbar“ – seznam držitelů území od roku 842 n. l. – odvozuje se název od tohoto kostela v poli a přenesl se na starou část města Feldkirchu.
Název Feldkirchu („Veldkiricha“, „Veldkirchia“ a podobný pravopis) byl pak použitý pro blízké Vorarlbersko a pro vznikající velkou osadu na úpatí hory pod hrabětem Hugö von Montfort (šlechtický rod Montfortů), postavili strážní hrad Schattenburg a původní Feldkirch se postupně rozšiřoval a nazýval se Altenstadt.
V roce 1218 je již Feldkirch v dokumentech nazývaný jako město. Poslední hrabě Feldkirchské větve rodu Montfortů, Rudolf IV. (+ 1390) byl mnoho let kanovník v proboštském dómu v Churu a teprve později byl povolán k vládě nad panstvím. V roce 1375 prodal město a panství vévodovi Leopoldu III. Habsburskému (1351–1386), který se v roce 1379 stal ve Feldkirchenu místodržícím.
Obchod s Itálií a Německem přinášel městu blahobyt. Řemeslníci dosáhli takové moci, že se v roce 1405 odvážili k povstání proti bohatým měšťanům. Bohatství města bylo tehdy důležitým předpokladem pro kulturní rozvoj. Bylo dost peněz k založení latinské školy v roce 1399.
Habsburkové spravovali střídavě dnešní Vorarlbersko, Tyrolsko a Přední Rakousy (Freiburg im Breisgau). V pozdním středověku, v době Appenzellerkriege (1405–1429), mezi Habsburky spojenými s opatstvím St. Gallen a poddanými Appenzellerny vytvořilo se novodobé státní území. Příznačné na tom jsou rozdílné spolky měst a stavů, panství Feldkirch s dvorem v Altstätten, Berneck a Marbach, s městem St. Gallen i s lidmi v „Eschnerbergu“ (dnešní Schellenberg). V roce 1405 si město Feldkirch založilo vlastní, podle vnuceného vzoru „Bund ob dem See", nejdůležitější spolek v té době. Do tohoto spolku rychle vstupovali Bludenz, Rankweil, Sennwald, Gaster a Toggenburg a další. Odvážné vojenské podnikání proti vládě Habsburků (Tyrolsko, Allgäu, Thurgau) bylo krátkozraké a vedlo k pádu mnoha šlechtických hradů. Dne 13. ledna 1408 spolek Bregenz však podlehl habsburským rytířům.

### 20. století
V roce 1925 se zvětšilo správní území města po připojení obcí Levis, Altenstadt, Gisingen, Nofels, Tosters a Tisis.
Dne 1. října 1943 byl Feldkirch cílem spojeneckého náletu. Bombardovací svaz letectva Spojených států měl určený cíl bombardovat „Messerschmitt-Werk u Augsburgu, ale z důvodu špatného počasí cíl nenalezli a náhradním místem náletu se stal Feldkirch. Zasažena byla vojenská nemocnice v městské čtvrti Tisis a počet obětí přesáhl stovku. Nehledě na příchod francouzských vojsk ke konci války bylo bombardování Feldkirchu jediným větším bojem ve druhé světové válce.

### Vývoj počtu obyvatel
V roce 1869 zde žilo 6186 obyvatel, 1890 8039, 1910 11 830, 1934 12 909, 1951 15 115, 1971 21 751, 1991 26 730, 2001 28 607, 2008 30 373 a ke dni 1. dubna 2009 mělo město 30 659 obyvatel.

## Politika

### Politické rozvržení
Od založení "Velkého Feldkirchu" je město rozděleno na sedm obvodů (podílů, frakcí), kde je v každém zvolen zastupitel, který se stává členem městského zastupitelstva. Tito zástupci přiměřeně odpovídají politické skutečnosti, to má ale jen malý význam. Rozdělení obvodů:
- Feldkirch (3240 obyvatel)
- Levis (2291 obyvatel)
- Altenstadt (4658 obyvatel)
- Gisingen (8262 obyvatel)
- Nofels (3742 obyvatel)
- Tosters (5301 obyvatel)
- Tisis (4949 obyvatel)

### Partnerská města
- Sigmaringen (Bádensko-Württembersko), Německo [3]

### Bezpečnost
Feldkirch je sídlem okresního velitelství spolkové policie Rakouska, v místě sídlí policejní inspekce Feldkirch a „zemská policejní škola“. Mimoto ve Feldkirchu je dislokovaná stanice zvláštní rakouské protiteroristické jednotky „Cobra“. Město zaměstnává vlastní městskou policii s dvaceti policisty, kteří mají služebnu v budově radnice. Mimo to jsou ještě dva kontroloři parkování ve městě.

## Instituce

### Zaměstnanci a zaměstnavatelé
Ve Felkirchu má své zastoupení dělnická komora a všeobecný odborový svaz a také hospodářská komora.

### Diecéze
Území města Feldkirch patří od raného středověku spolu s jihem dnešního Vorarlbersku k diecézi churské, sever Vorarlberska k diecézi kostnické a severovýchod k diecézi augsburské. Za císaře Josefa II. (1741–1790) měla Vídeň na diecéze jen malý vliv. V roce 1816 diecéze churská a 1819 diecéze kostnická musela odstoupit části území ve Vorarlbersku na diecézi Brixenské v jižních Tyrolích. V městě Feldkirch je federální vikariát a generální vikář je také světícím biskupem.

Gotický farní kostel svatého Mikuláše byl povýšen na katedrálu a dnes se jmenuje „Katedrála svatého Mikuláše".

### Zemský soud
Zemský soud ve Feldkirchu je pro celé území Vorarlberska. Je to jediná země v Rakousku, kde v hlavním městě není zemský soud. Je to však jen odvolací soud pro krajské soudy v Bregenz, Bezau, Dornbirn, Feldkirch, Bludenz a Montafon. Odvolací instancí pro rozhodnutí zemského soudu ve Feldkirchu je vrchní zemský soud v Innsbrucku.
Budovu zemského soudu postavil secesní rakouský architekt Ernst Dittrich (1868–1948) v letech 1903–1905. Vedle velmi vysoké kvality této stavby je porotní soudní síň zvlášť kvalitnější.

### Spolkový finanční úřad
Daňový a celní koordinační spolkový finanční úřad sídlí ve Feldkirchu. Jeho působnost se vztahuje na celou spolkovou zemi. Budova stojí naproti zemského soudu a byla navržena stejným architektem. Vážnost stavebního stylu Ernsta Dittricha je ještě více ovlivněna vídeňskou secesí. Zvláštní vzájemný vztah k Josefa Maria Olbricha (1867–1908) je naprosto totožný, protože oba pocházejí z Vídně.

### Zemská konservatoř
Zemská konzervatoř se nachází v tzv. jubilejní stavbě na levé straně řeky Illeru. Nejdříve v budově sídlilo soukromé jezuitské gymnázium. Impozantní stavba byla postavena v letech 1900–1901 řádem, který do Feldkirchu přišel již v roce 1649. V roce 1938 bylo gymnázium nacisty uzavřeno a byla zde zřízena říšská finanční škola a později vojenská nemocnice. V roce 1946 se opět zahájily přednášky a škola přetrvala do roku 1979. Od roku 1977 budovu využívá Vorarlberská zemská konzervatoř, do dneška vychovala na 400 hudebníků.

## Pamětihodnosti
Feldkirch je nejlépe zachovalé město ve Vorarlbersku. Město je zahrnuto mezi „Malá historická města“.

### Městské opevnění
Ulicemi se táhne zámecký příkop, jelení příkop. Náměstí svatého Leonharda charakterizují dřívější vývoj ve 13. století. Městské hradby ohrazují především „Neustadt“. Byly postaveny kolem roku 1500, několikrát zničeny a po roce 1826 chátrají.
Pokud byl Feldkirch ohrazen městskými hradbami, mohlo se do města dostat jen čtyřmi branami. Městské brány se nazývali: „Bregenzertor“ nebo „Nikolaustor“, „Bludenzertor“ nebo „Schultor“, „Mühletor“ nebo „Sautor“ a „Churertor“ nebo „Salztor“. Poslední dvě brány jsou zachovány ještě dnes, další dvě byly v počátku 19. století odstraněny.
- Brána „Churertor“ byla postavena v roce 1491 a leží na konci „Montfortgasse“ směrem ke „Hirschengrabenu“. Pojmenování se odvozuje od „Churerstraße“ odkud vycházející. Protože u této brány také stávala do konce minulého století stodola na sůl, nazývá se také „Salztor". Na zdi je kamenný erb s feldkirchským znakem s kolovým mlýnem (1591).
- Osmipodlažní kruhová věž „Katzenturm“ (také zvaná „Dicker Turm") stojí u jeleního příkopu. Byla součástí městského opevnění proti Švýcarům za vlády císaře Maxmiliána I. (1459–1519). Byla postavena v letech 1491–1507. V 17. století byla postavena zvonice s velkým zvonem (největším ve Vorarlbersku). Mohutná, původně šestipodlažní kruhová věž byla vybavena obrazem Panny Marie, které v 19. století restauroval Florus Scheel. Název pochází od pevnostní stavby se zbraní „Katzen“ (kočka), umístěné k ochraně věže.
- „Pulverturm“: věž stojí od roku 1460 na jižním cípu městských hradeb, poblíž „Mühletor“.

### Hrady a paláce

#### Schattenburg
Hrad byl do roku 1390 rodným sídlem hrabat von Montfort. První stavební etapa začala kolem roku 1230 pod Hugem I. von Montfort, zakladatelem města Feldkirch. Za hraběte Friedricha von Toggenburg (1416–1436) a pod místodržitelem Hansem von Königsegg byl v 15. století přestavěn a dokončen. Po zrušení místodržitelství byl hrad několikrát vydražen a roku 1813 měl být dokonce zastaven. Od roku 1825 je Schattenburg v držení města Feldkirch, které hrad získalo za 833 zlatých. Hrad Schattenburg sloužil jako kasárna a později jako chudobinec. Ke spásnému oživení hradu došlo v roce 1912 založením muzea a domova pro „sdružení Feldkirch a okolí“. Přízemí je využito pro hospodářství hradu, v poschodí je provozováno vlastivědné muzeum, které ročně navštíví asi 25 000 návštěvníků.
- Zřícenina Tosters

#### Lichtenštejnský palác
Dům v Schlossergasse č.8 po městském požáru 1697 v současné podobě nechal postavit v barokním slohu jako kancelářskou budovu kníže Jan Adam I. Andreas z Lichtenštejnu (1657–1712). Nějakou dobu dům vlastnil Christian Getzner (1782–1848) . Od roku 1848 dům vlastnila rodina Tschavoll a od jejich dědiců v roce 1967 získalo město. Dnes je budova využívaná jako městský archiv a knihovna.

### Kostely, kláštery a kaple
- Katedrála svatého Mikuláše ve Feldkirchu byla poprvé zmíněna v roce 1287. Původně románská stavba byla po požárech města (1348, 1398, 1460) vážně poškozena. Pozdně gotická novostavba byla dokončena v roce 1478. Katedrála je nejvýraznějším gotickým kostelem ve Vorarlbersku. Zvláště je velmi cenná vnitřní prostora chrámu. Vidíme zde velmi vzácnou železnou kazatelnou pocházející ještě z původního svatostánku.
- Mariánský kostel (Frauenkirche; přesněji kostel Zvěstování Panně Marii a svatých Šebestiána a Antonína, Kirche Mariä Verkündigung und Hll. Sebastian und Antonius) leží jihovýchodně od Churské brány (Churertor). Původní kostel pochází z roku 1473, ale v letech 1672–1678 byl rozsáhle přestavěn.
- Kostel svatého Jana Křtitele v ulici „Marktgasse“ byl postavený v roce 1218 za hraběte Huga Montforta a kostel řádu maltézských rytířů. Od roku 1665 patřil klášteru Ottobeuren. Po zesvětštění sloužil od 1809 do 1969 jako kostel gymnázia. Na štítové stěně je postava rytíře „Bläsi“, který každou hodinu na zvonku odbíjí čas.
- Kostel svatého Petra a Pavla byl postavený v roce 1881 na hřbitově v severní části města. Zde se nachází hrobka pánů Franz Ferdinand Ramschwag († 1716).
- Kapucínský klášter ve Feldkirchu byl založený v roce 1602, v roce 1605 byla postavena klášterní budova v severovýchodní části města vně městských hradeb. Součástí kláštera je kostel Obětování Panny Marie. Jako zvláštní poctu dostal dnešní patron města svatý Fidelis von Sigmaringen (1578–1622), kvardián kláštera, který zde byl pohřben.
- „Institut svatého Josefa“ je klášterní školou sester svatého Kříže.

„Altenstadt“
- Městský farní kostel svatého Pankráce a Zena byl postavený před rokem 1425. V roce 1825/26 byla postavena věž a v letech 1884–1886 byla provedena přístavba kostela.
- Klášter dominikánek byl postavený v roce 1551. Dnešní budova kláštera je původní z roku 1634, ale byla později rozšířena. Kostel Zvěstování Panny Marie z roku 1695 nahradil dřívější kostelní stavbu z let 1640–1642.

„Gisingen“
- Městský farní kostel svatého Šebestiána byl postaven v letech 1864–1865 na místě dřívější morové kaple z roku 1634. V roce 1922 byla provedena přístavba kostela.

„Nofels“
- Starý farní kostel Navštívení Panny Marie byl postaven v letech 1726–1728. V roce 1865 byla zvýšena věž a v letech 1958–1962 byla provedena přístavba kostela.

### Vily a jiné obytné budovy
Měšťané Feldkirchu v 19. století vybudovali několik reprezentativních obytných budov, které jsou ještě dnes v soukromém vlastnictví. Vily stavěli v ulici „Reichsstraße“ a především v území mezi „Bärenkreuzungem“ a nádražím.
- „Vila Getzner“ s garáží a domkem byla postavena z pískovce. Projekt vypracoval švýcarský architekt Hilarius Knobel (1830–1891). Budova je pod památkovou ochranou.
- '“Vila Feldegg“ byla postavena v roce 1861. Architekt není znám. Vyznačuje se zvýšeným rizalitem s pěti okenními osami a balkonem se třemi arkádami. Je vzácným příkladem anonymní stavby Biedermeieru i přes historizující tendencí kvalitou dosáhnout secesi.
- „Villa Claudia,“ červený palác s cibulovitou věžičkou je dnes ve veřejném vlastnictví a je zde umístěna matrika Feldkirch. Konají se zde také pravidelné výstavy.
- „Obytná zástavba“ města Feldkirch (1925–1926), Obytná budova hraběte Hugo Wehrganga je poslední známkou urbanistické působnosti Lois Welzenbachera (1889–1955).

## Kultura

### Feldkirchský festival
Po přesídlení „Schubertiady“ do Schwarzenbergu byl vytvořen tzv. „Feldkirchský festival“. Každoročně pod jiným mottem se pořádají divadelní představení, koncerty a jiné kulturní akce.

### James Joyce a Feldkirch
Od Bloomsday 1994 se pořádá v nádražní hale zvláštní čtení z díla irského spisovatele se zdůrazněním na spojitost s rodem Montfortů a městem. Při pohraniční kontrole ve Feldkirchu byl Joyce považován za špiona a skoro zatčený. To dalo podnět ke čtení jeho románu „Ulysses“ v nádražní hale. V létě 1932 vydavatelský pár Marie a Eugene Jolasovi znovu navštívili Joyce v „Montfortstadtu, v Hotelu Löwen“, kde přechodně bydlel a pracoval.
Široká veřejnost se seznamuje s životem a dílem Jamese Joyce (1882–1941). Literaturu tu oživuje Andreas Weigel, kulturní kroužek umístil v nádražní hale a v hotelu pamětní desku. Dne 16. června 2004 oslavilo město desetiletou historii rozprav.

### Festivalový spolek
Festivalový spolek nabízí každé léto v červenci a srpnu šestitýdenní koncerty.

## Každoroční slavnosti

### Vánoční trh
Každoročně počátkem adventu se koná v centru trh, který přes den je vánočním trhem a večer je pak pro starší posezení u svařeného vína.

### Kejklířský festival
Po více než 20 let trvá opakující se festival, na který se sejdou kejklíři z celé Evropy do Feldkirchu a předvádějí středověké různé pokrmy, výrobky a hry té doby. Obdobným podnikem je také „Montfortspektakel“.

### Vinobile
Vinné trhy „Vinobile“ měly v roce 2007 desáté výročí. Pořádají se v domě Montfortů a jsou významné pro západní část Rakouska.

### Feldkirchský svátek vína
V červnu je daleko za zemskou hranici oblíbený svátek vína ve trhové ulici. Byl zavedený v roce 1967 a říkalo se mu z počátku „Wachauer Weinfest“. Gastronomické podniky na konci týdně zde prezentují různé vinné speciality.

### Noční dechová hudba
Od roku 2001 dechové kapely z Feldkirchu a okolí koncertují ve vnitřním městě a koncertním sále.

### Ostatní
Silvestr se oslavuje ohňostrojem, proto město výjimečně nedodržuje uzavírací hodiny. V domě Montfotů se od října do března konají každý týden bály různých spolků a škol. Jejich pořádání je zveřejňováno na vývěsných tabulích.
Celoročně se na tržišti prodávají zemědělské produkty od rolníků z okolních obcí. Na jaře 2008 se ve Feldkirchu promítalo 22 filmů s James Bondem.

## Hospodářství a infrastruktura

### Doprava
Feldkirch má od roku 1993 městskou autobusovou dopravu s osmi linkami, do všech městských částí a do Frastanz. Na konci týdne a před svátky noční autobusové linky jezdí do horního Porýní a také do dalších měst Vorarlberska. Po všechny dny v týdnu jsou v provozu až do 3 hodin autotaxi na zavolání.
Z železniční stanice Feldkirch jedou osobní vlaky „Vorarlbergbahn“ ve směru na Innsbruck a dále na Vídeň. Na této dráze je také na severu města zastávka Feldkirch Amberg. Feldkirch má železniční spojení ve směru na Buchs, přes Schaan (v Lichtenštejnsku) a také je důležitý spoj do Curychu. (Další zastávky ve městě: Altenstadt, Gisingen, Tisis.) Denně je spojení z Feldkirchu na Vídeň, Villach a Štýrský Hradec. Železniční stanice slouží i pro nákladní dopravu.
Feldkirch je připojeno na dálnici „Rheintal/Walgau Autobahn“ (A14) a na jih od Bludenz „Arlberg Schnellstraße“ (S16) a do Tyrol.
Jako většina měst trpí i Feldkirch vysokým objemem přepravy. V roce 2007 byly obyvatelům předloženy varianty průjezdu městem. Z původních dvanácti silničních variant se zjistilo. že nejlepší řešení projektu je se čtyřmi tunely. Jsou předloženy další možnosti k diskuzi. Náklady jsou rozpočtovány na 132 a 143 miliony €.

### Zaměstnavatelé
Ke dni 15. května 2001 bylo zde 1464 firem – z toho 8 větších s více než 200 zaměstnanci – ve Feldkirchu je 13 146 zaměstnanců.
- Bachmann Electronic
- Vorarlberg Milch
- Lingenhöle Technologie
- Logwin Logistics GmbH
- Stadtwerke Feldkirch
- KSW Tankstellen- und Industrieanlagenbau
- Gebäudereinigung Bauer
- Landeskrankenhaus Feldkirch

## Sport
Feldkirch je kolébkou rakouského fotbalu. V roce 1874 angličtí studenti jezuitského pedagogického ústavu přinesli do Rakouska fotbal. Významný je klub ledního hokeje. Od roku 1998 hraje Erste Bank evropskou ligu. Baseballový tým „Cardinals Feldkirch“ hraje spolkovou ligu.

## Školství
- Spolkové reálné gymnázium Feldkirch (založeno 1649)
- Spolková obchodní škola Feldkirch
- Spolkové reálné gymnázium Schillerstraße (GYS)
- Institut svatého Josefa
- Městská hudební škola Feldkirch
- Vorarlberská zemská konzervatoř
- Spolková pedagogická vysoká škola ve Vorarlberska
- Vzdělávací ústav pedagogický pro mateřské školy, institut svatého Josefa
- Zdravotnická škola pro ošetřovatele
- Hlavní škola a nová střední škola Gisingen Oberau
- Vzdělávací středisko bezpečnostní akademie Gisingen

## Osobnosti

### Rodáci
- Hieronymus Münzer (asi 1447 – 27. srpna 1508) – německý humanista, lékař a geograf
- Wolf Huber (asi 1485 – 3. června 1553) – rakousko-německý malíř a renesanční stavitel
- Johann Dölsch (1486 – 21./22. června 1523) – německý teolog
- Bartholomäus Bernhardi (24. srpna 1487 – 21. července 1551) – luteránský teolog 16. století
- Christoph Metzler (1490 – 11. září 1561) – biskup v Konstanz
- Georg Joachim Rheticus (16. února 1514 – 4. prosince 1574) – rakouský matematik, astronom a lékař
- Franziskus Klesin (23. listopadu 1643 – 12. června 1708) – opat říšského opatství Ochsenhausen
- Anton Marxer (1703–1775) – vídeňský světící biskup
- Josef Huber (14. března 1858 – 1932) – rakouský malíř a umělec
- Anton Schmutzer (3. června 1864 – 27. května 1936) – rakouský hudebník, skladatel a sbormistr
- Karl Bleyle (7. května 1880 – 5. června 1969) – rakouský hudebník a skladatel
- Ferdinand Andergassen (25. března 1892 – 10. září 1964) – rakouský skladatel a kostelní hudebník
- Paula Ludwig (5. ledna 1900 – 27. ledna 1974) – rakouská spisovatelka a malířka
- Franz Reinisch (1. února 1903 – 21. srpna 1942) – člen schönstattského hnutí, odepřel přísahu na Hitlerův prapor
- Eugen Andergassen (20. června 1907 – 31. března 1987) – rakouský spisovatel
- Josef Neuner (19. srpna 1908 – 3. prosince 2009) – rakouský jezuita a teolog
- Carl Heinz Bobleter (5. července 1912 – 24. října 1984) – rakouský velvyslanec a politik
- Elmar Fischer (* 6. října 1936) – generální vikář a biskup diecéze Feldkirch
- Bernhard Leitner (* 1938) – zvukový umělec
- Oswald Oelz (* 1943) – lékař a horolezec
- Mario Terzic (* 1945) – vysokoškolský učitel a zahradní návrhář
- Erich Steinmayr (* 1946) – rakouský architekt
- Sepp Dreissinger (* 25. června 1946) – rakouský umělecký fotograf
- Georg Sporschill (* 26. července 1946) – jezuita a sociální duchovní
- Werner Lampert (* 7. října 1946) – rakouský spisovatel a ekologický rolník
- Wiltrud Drexel (* 16. srpna 1950) – rakouská lyžařská běžkyně
- Christian Mähr (* 6. února 1952) – rakouský chemik a spisovatel
- Günther Freitag (* 29. února 1952) – rakouský spisovatel
- Wilfried Berchtold (* 21. června 1954) – starosta města Feldkirch od 1991
- Herbert Bösch (* 11. září 1954) – rakouský politik a člen evropského parlamentu
- Christian Futscher (* 19. dubna 1960) – rakouský spisovatel
- Klaus Bodenmüller (* 6. září 1962) – rakouský lehký atlet
- Daniel Madlener (* 24. srpna 1964) – rakouský fotbalista
- Gerold Tagwerker (* 1965) – rakouský umělec
- Natalie Uher (* 2. dubna 1968) – rakouská fotomodelka a herečka
- Hans Weingartner (* 2. listopadu 1970) – rakouský spisovatel, filmový režisér a producent
- Petra Bonmassar (* 11. března 1975) – rakouská hudební skladatelka a pěvkyně
- Matthias Kofler (* 1981) – rakouský divadelní herec
- Jürgen Natter (* 1981) – rakouský varhaník, čembalista a dirigent